# Friendly Fire (2025)

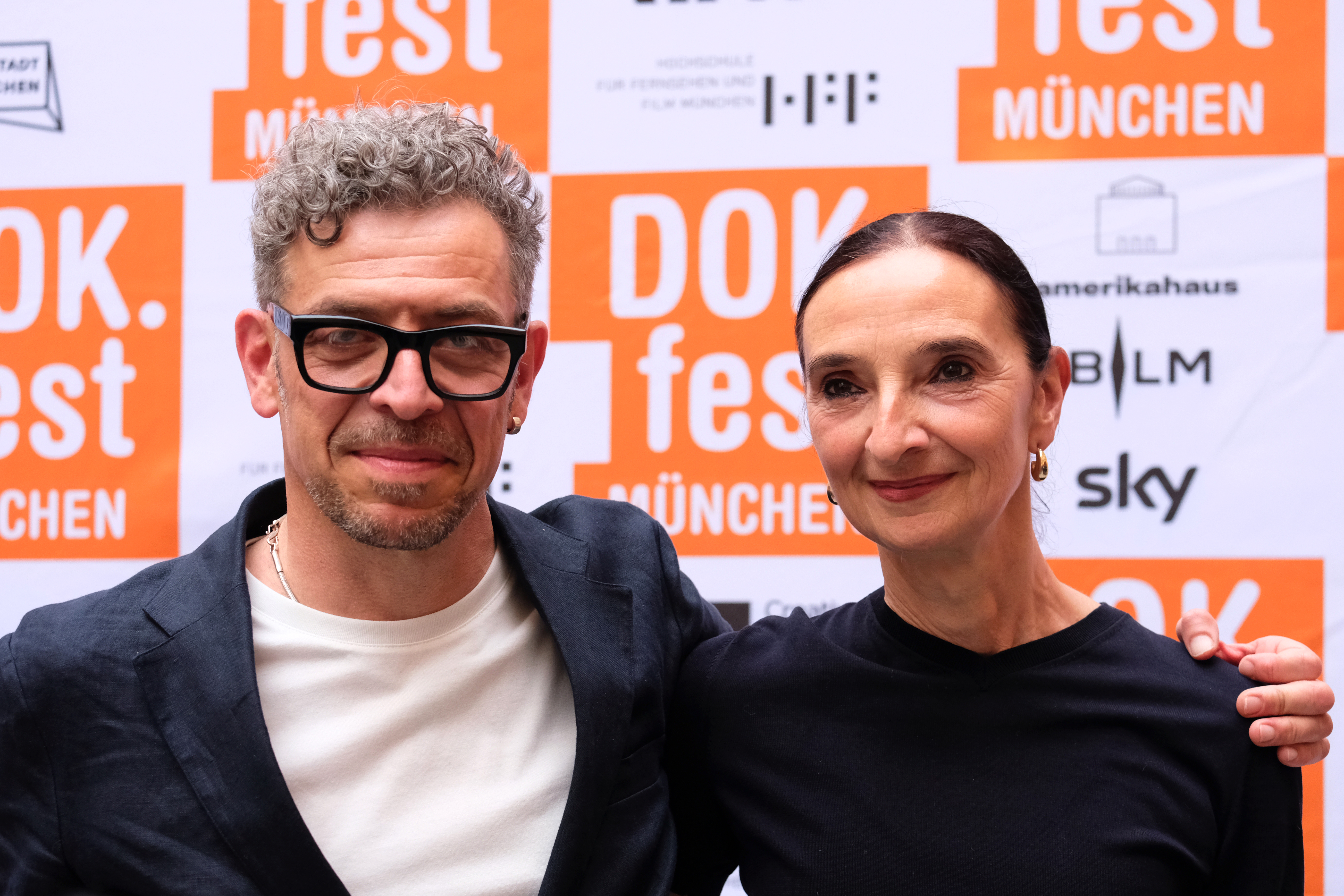
Julia Albrecht und Klaus Fried, Filmpremiere DOK.fest München 2025

Friendly Fire ist ein deutsch-österreichischer Dokumentarfilm unter der Regie von Klaus Fried und Julia Albrecht aus dem Jahr 2025. Der Film feierte am 7. Mai 2025 beim DOK.fest München 2025 seine Weltpremiere in der Reihe Nie wieder ist jetzt? und wurde als Eröffnungsfilm für das Festival ausgewählt.

## Handlung
Klaus Fried äußert im Film, sein Vater habe ihn am wenigsten von allen Kindern gekannt. Der Regisseur folgt den Spuren seines Vaters und versucht, „die Puzzleteile seines Lebens“ zusammenzusetzen. Friendly Fire zeigt Elemente eines Roadmovies und eines zeitgeschichtlichen Dokuments, ist aber auch ein Film zur Familiengeschichte und gleichzeitig Essay. Der erste Teil beschäftigt sich vor allem mit Frieds Antwort auf das Trauma der 1930er Jahre, in den Teilen zu den 1970er und 1980er Jahre steht Frieds Eintreten für Humanität im Vordergrund. In der Eingangsszene entdecken Erich Frieds Söhne Klaus und David im Grabstein ihres Vaters auf einem Londoner Friedhof einen tiefen Riss und überlegen, was zu tun sei. Dazu ist Frieds Gedicht Was bleibt? zu hören, geschrieben kurz vor seinem Tod. Es folgt ein Bericht über seinen Tod, verfasst von Erich Frieds Frau und gelesen von seiner Tochter Petra. Die nächsten Szenen zeigen, wie präsent Erich Fried im Wien der Gegenwart immer noch ist: Klaus Fried schreibt in der Erich Fried Gedenkstätte Schreibmaschine, Schülerinnen und Schüler des Erich Fried Realgymnasiums beschäftigen sich mit dem Gedicht Kindheitserinnerungen und der Regisseur besucht das Literaturarchiv der Österreichischen Nationalbibliothek, in dem der Nachlass seines Vaters liegt. Es kommen Freunde, Familienmitglieder, Fried-Forscher und andere Menschen zu Wort, die mit dem Lyriker in Verbindung standen und Aspekte seiner Persönlichkeit darstellen. Dabei werden Widersprüche deutlich: Fried war jüdischer Emigrant und kritisierte dennoch die israelische Politik aufs heftigste. Er war linker Pazifist und Antifaschist und tauschte sich in Briefen mit dem Neonazi Michael Kühnen aus. In einer Szene trifft Klaus Fried Astrid Proll, um über die Verbindung zu seinem Vater zu sprechen. An passenden Stellen werden zahlreiche Gedichte von Erich Fried vorgetragen, darunter Vexierbild, Die Zeit der Steine, Auf halbem Weg, Dich, Verstandsaufnahme, Höre Israel, Die guten Gärtner und Zu guter Letzt. Großen Raum nehmen historische Aufnahmen zur politischen Geschichte ein, etwa zu den Studentenbewegung der 1960er Jahre in West-Berlin, zum Münchner Olympia-Attentat von 1972 und zum Vietnamkrieg. Der Lyriker Fried steht nicht im Vordergrund, aber es gibt auch historische Aufnahmen von Lesungen. 

## Produktion

### Filmstab
Regie führten Klaus Fried und Julia Albrecht, das Drehbuch stammt von Klaus Fried und Andrew Hood. Friendly Fire ist Frieds erster Langfilm. Die Kameraführung lag in den Händen von Ralf Ilgenfritz und für Filmschnitt und Sound Design war Julia Albrecht verantwortlich. Sie stieg erst nach dem Abschluss der Dreharbeiten in das Projekt ein. Sie schaffte für das Material ein filmische Form mit historischen und politischen Ebenen und baute Erich Frieds Lyrik in den Film ein. Im Abspann ist zu lesen: „Ein Film von Klaus Fried, realisiert von Julia Albrecht.“. Für den Ton war Matthias Kreitschmann zuständig.

### Produktion und Förderungen
Produziert wurde der Film von Gunter Hanfgarn, Andrea Ufer und Ralph Wieser. Produktionsfirmen waren Mischief Films - Verein zur Förderung des Dokumentarfilms & Co KG, Hanfgarn & Ufer Filmproduktion GbR und Lonestar Productions.

### Dreharbeiten und Veröffentlichung
Arbeitstitel waren Finding Fried / Er und ich Fried.
Der Titel Friendly Fire bezeichnet einen versehentlichen Angriff auf die eigenen Truppen. Gedreht wurde in Berlin, London, Wien und Baden-Baden, die Produktionszeit reichte von 2023 bis 2025.
Der Film feierte am 7. Mai 2025 beim DOK.fest München 2025 seine Weltpremiere in der Reihe Nie wieder ist jetzt?. Er wurde als Eröffnungsfilm für das Festival ausgewählt.

## Rezeption
Josef Grübl nannte den Film in der Süddeutschen Zeitung „eigenwillig, spielerisch, assoziativ und poetisch“. Er lobte, dass es sich nicht um ein reines Künstlerporträt handle, sondern dass der Film sein Publikum mitunter auch aufrege und zum Diskutieren anrege. Damit sei er der richtige Start für ein Festival, bei dem es auch darum gehe, andere Ansichten auszuhalten.

## Auszeichnungen und Nominierungen
- 2025: DOK.fest München 2025:Nominierungen:[11]
  - VIKTORIA DOK.international Main Competition (Klaus Fried)
  - DOK.edit Award (Julia Albrecht)